# Sint-Janshospitaal (Damme)

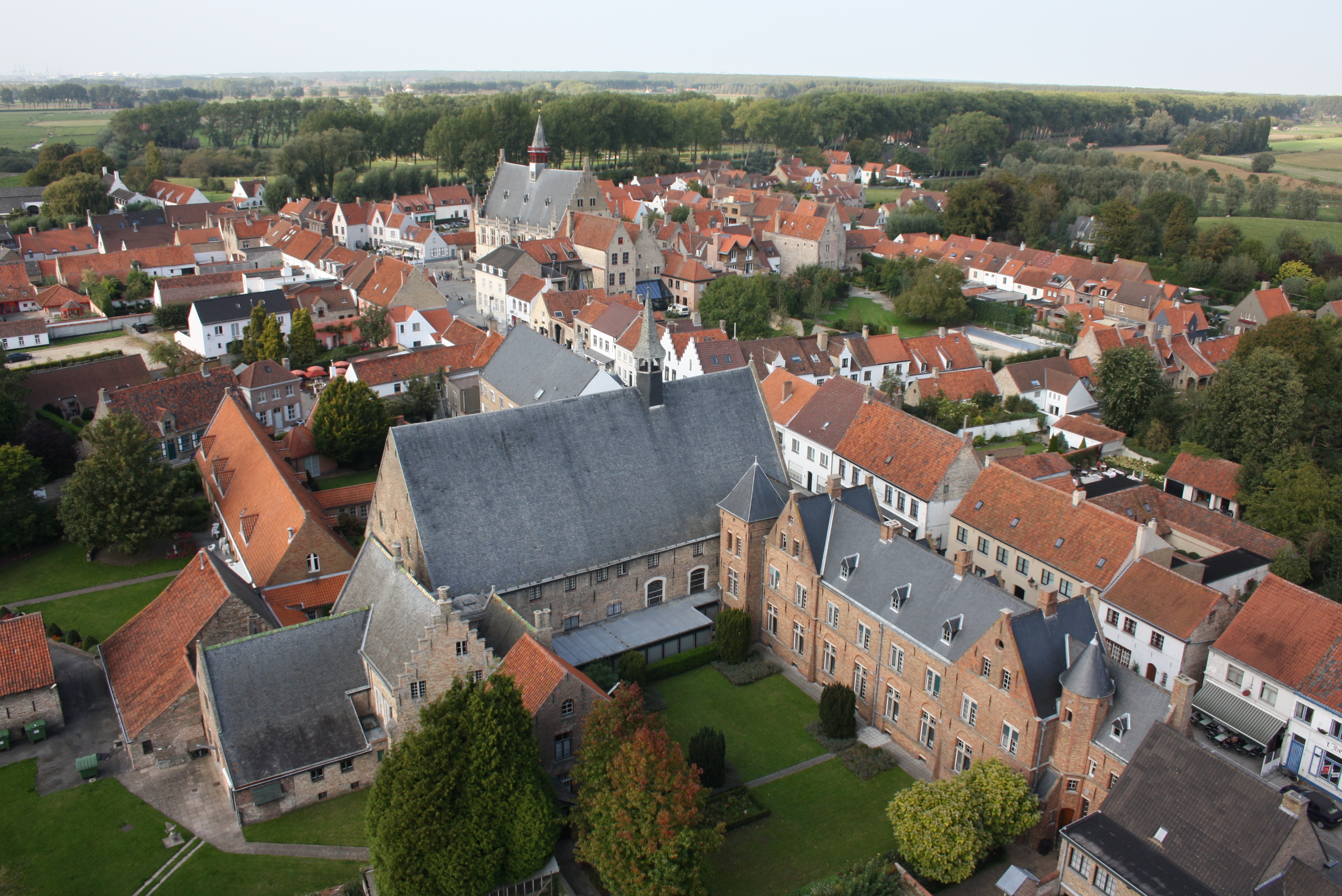
Het complex

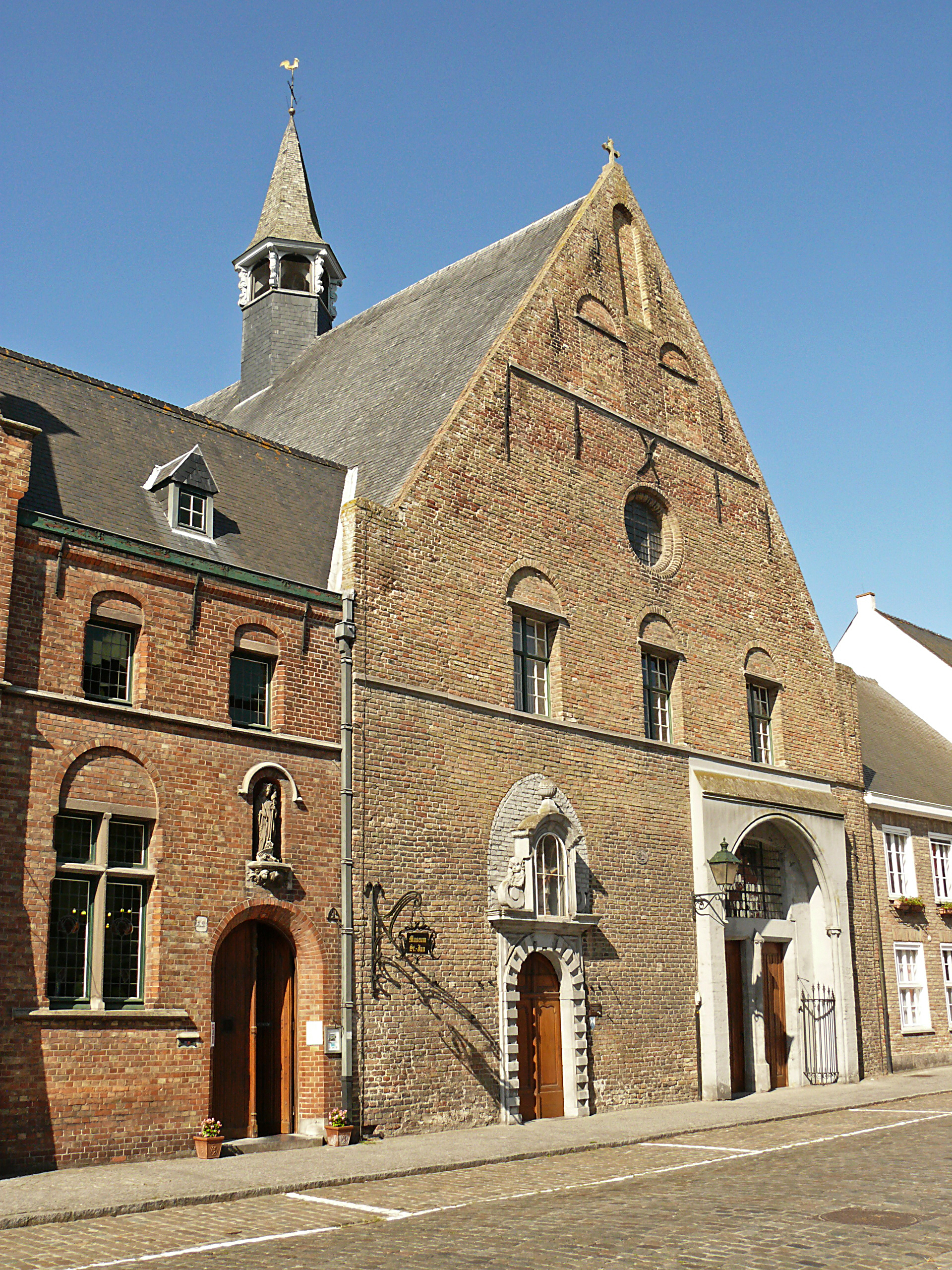
Het middeleeuwse hoofdgebouw

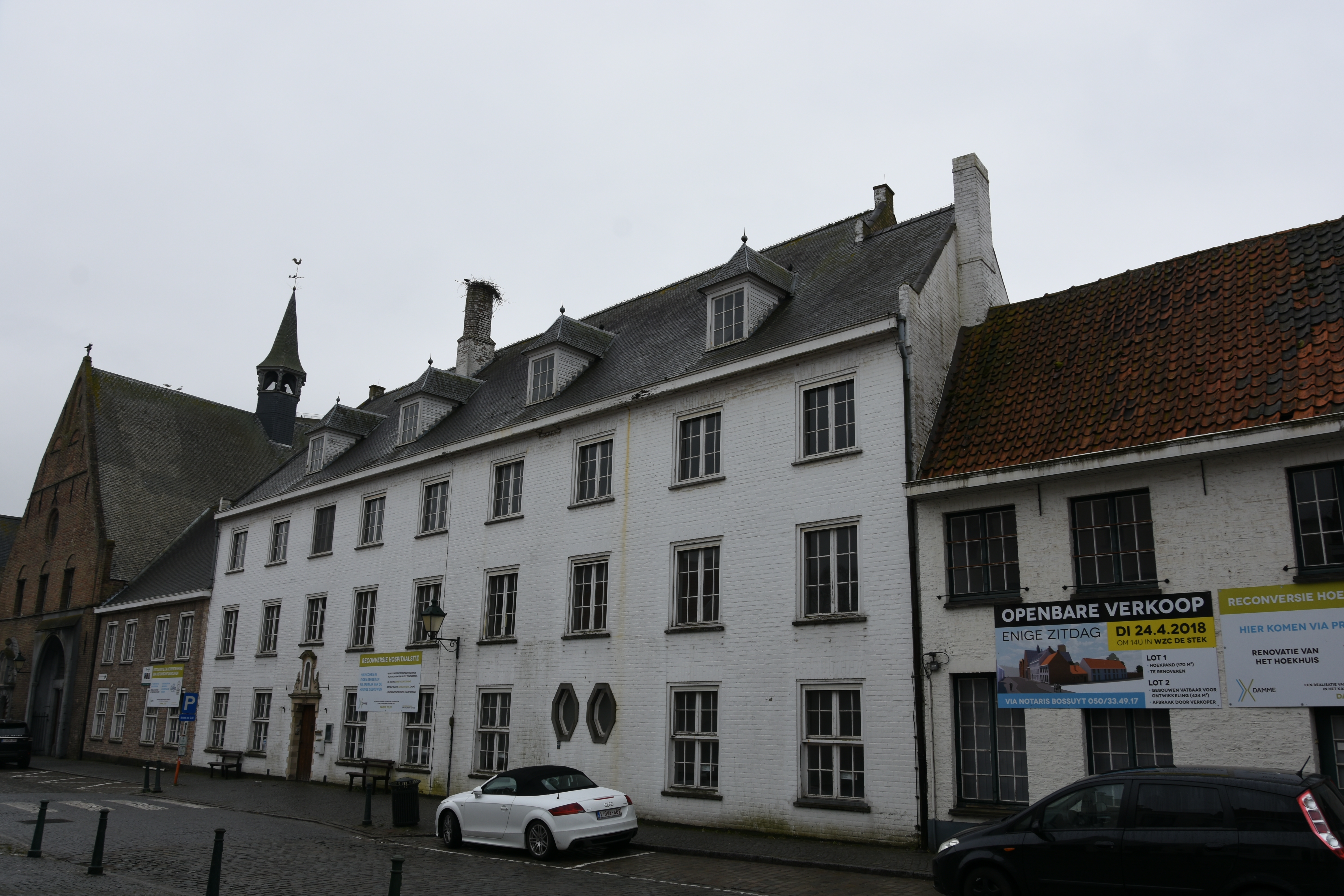
Het rustoord Sint-Jan, een deel van het Sint-Janshospitaal

Het Sint-Janshospitaal is een historisch pand in de plaats Damme in de Belgische provincie West-Vlaanderen, gelegen aan Kerkstraat 33 en Burgstraat 2-4.

## Geschiedenis
Het hospitaal werd op initiatief van het stadsbestuur gesticht in de eerste helft van de 13e eeuw. Het initiatief kreeg de steun van gravin Margaretha II van Vlaanderen. De oudste vermelding is van 1249. Arme zieken en passanten werden hier verzorgd door augustijner hospitaalbroeders en -zusters. Aanvankelijk werd het hospitaal als Domus Beate Marie (Onze-Lieve-Vrouwegasthuis) vernoemd, later werd het gewijd aan Johannes de Doper en nog weer later aan Sint-Jan-Evangelist.
Het tegenwoordig nog bestaande hoofdgebouw in vroeggotische stijl is gebouwd omstreeks 1270-1285. In de 15de eeuw werd een vleugel aan de westzijde bijgebouwd, met een traptoren in de oksel van beide gebouwen. Dit gebouw werd 1561-1562 en 1568 nog uitgebreid met een ziekenzaal. In de 18de en 19de eeuw werden nog enkele bijgebouwen toegevoegd.
Vanaf 1796 kwam het hospitaal in handen van de instelling Burgerlijke Godshuizen. In 1875 werd, naar ontwerp van Pierre Buyck, een bejaardentehuis bijgebouwd. In 1901 werd in het hospitaal een oudheidkundig museum ingericht dat bleef bestaan tot 2013. Ondertussen werden de Burgerlijke Godshuizen uiteindelijk onderdeel van het OCMW.
Tegenwoordig functioneert een deel van het pand nog als bejaardentehuis, als het Rustoord Sint-Jan. In het oude centrale gebouw, dat vroeger de ziekenzaal huisvestte, bevond zich het museum en een kapel. In het museum werden ongeveer 500 stukken tentoongesteld, waaronder gotische meubelen, zilverwerk, aardewerk en tin. In het "Kunstkabinet van Hinsberg" bevond zich een selectie van werken van de kunstsmid Frans Wiro van Hinsberg. Meer gesmede kunstvoorwerpen waren er te zien, die in bruikleen waren van de Stichting Arthur Vandendorpe.
In 2014 werden de bewoners van het bejaardentehuis Rustoord Sint-Jan overgebracht naar het nieuwe bejaardentehuis De Stek te Sijsele, teneinde het oorspronkelijke rustoord te ontruimen en te verkopen. Het historische deel van het hospitaal werd overgedragen aan het stadsbestuur. Het bejaardentehuis van 1875 zou worden afgebroken, hetgeen in 2018 nog niet heeft plaatsgevonden.

## Gebouw
Het 13de-eeuwse bakstenen hoofdgebouw telt twee verdiepingen en heeft een puntgevel op de straatzijde gericht. De dakruiter is 17de-eeuws. Een nis boven de ingang is in barokstijl en bevat een 18de-eeuws beeld van Sint-Augustinus. In dit hoofdgebouw bevindt zich de grote ziekenzaal.
In de 17de eeuw werd een ziekenhuiskapel in barokstijl ingericht. Van dit tweebeukig kerkgebouw werd één beuk gesloopt bij de aanbouw van de zuidvleugel in 1907, het zogeheten Sint-Margarethagodshuis, een in neogotische stijl opgetrokken gebouw. In het noorden bevond zich het Rustoord Sint-Jan van 1875, dat in 1964-1965 werd vervangen door een nieuw pand en waarin de ingangspoort in neobarok van 1875 werd opgenomen.
Van de bijgebouwen kan een 15de-eeuwse bijgebouwde hospitaalvleugel worden genoemd, deels tegen de westmuur van het hoofdgebouw aangebouwd. De zuidgevel hiervan heeft een trapgevel. Hier tegenaan is in 1661-1662 de infirmerie gebouwd en de keuken. In 1646-1648 werd haaks hierop de brouwerij gesticht.

## Interieur
In de kapel vindt men een hoofdaltaar van 1871 en een houten koorgestoelte van 1649. Het orgel werd gebouwd in 1845 door Charles Vanhoutte. Samuël Coucke ontwierp de glas-in-loodramen (1870). In de bidkapel is nog het fragment van de knie van een miraculeus Christusbeeld bewaard, dat in 1578 werd vernield door de Geuzen. Ook is er beeldhouwwerk uit de 15de t/m de 17de eeuw.